# Peter Dignan

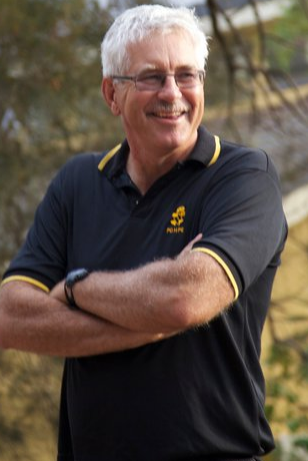
Peter Dignan

Peter Dignan, född den 6 mars 1955 i Gibraltar, död 20 juni 2013 i Sydney i Australien, var en nyzeeländsk roddare.
Han tog OS-brons i åtta utan styrman i samband med de olympiska roddtävlingarna 1976 i Montréal.